# Unified Threat Management
Unified Threat Management (englisch für einheitliches Gefahren-Management; kurz UTM) ist ein Terminus von Charles Kolodgy von International Data Corporation (IDC) aus dem Jahr 2004. Bei Netzwerk-Sicherheitssystemen unterscheidet man zwischen Specialized Security Appliances (SSA), die für eine spezielle Aufgabe ausgelegt sind, und Unified Threat Management Appliances (UTMA), die unterschiedliche Sicherheitsaufgaben auf einer Plattform vereinen. Ziel des UTM ist es, an einem zentralen Punkt Sicherheit für das gesamte Netzwerk zu erlangen.
Voraussetzung für die Bezeichnung „Unified Threat Management System“ ist eine Funktionskombination aus:
- Internet-Gateway
- Firewall
- Virtual Private Network (VPN) Gateway
- Virus Protection
- Intrusion Detection System
- Contentfilter
- Spam Protection
- Endpoint Protection
- Surf Protection
- Authentifizierung
- Quality of Service (QoS)
- Reporting